# Humanics

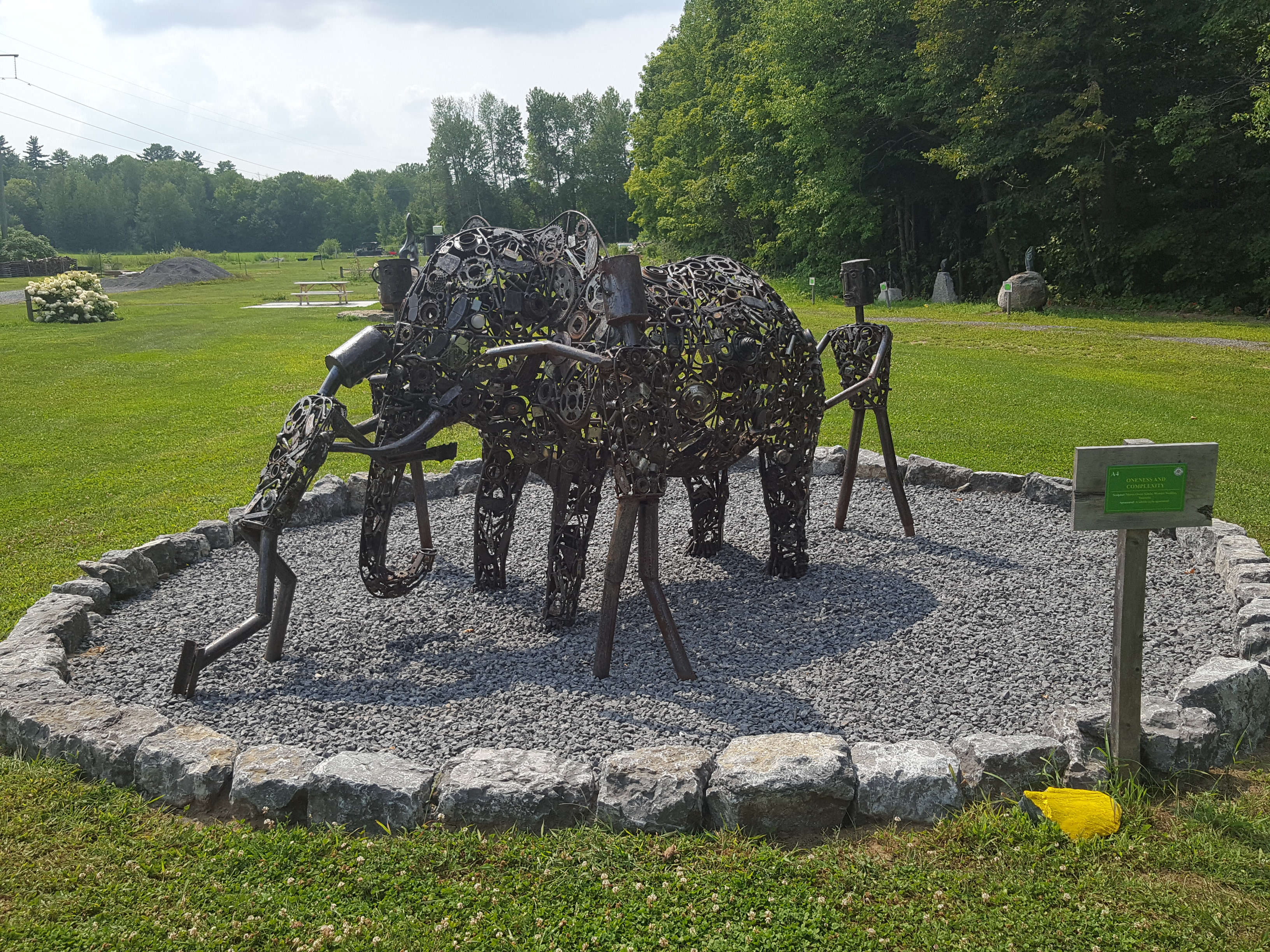
A escultura "Unidade e Complexidade" na praça principal do parque

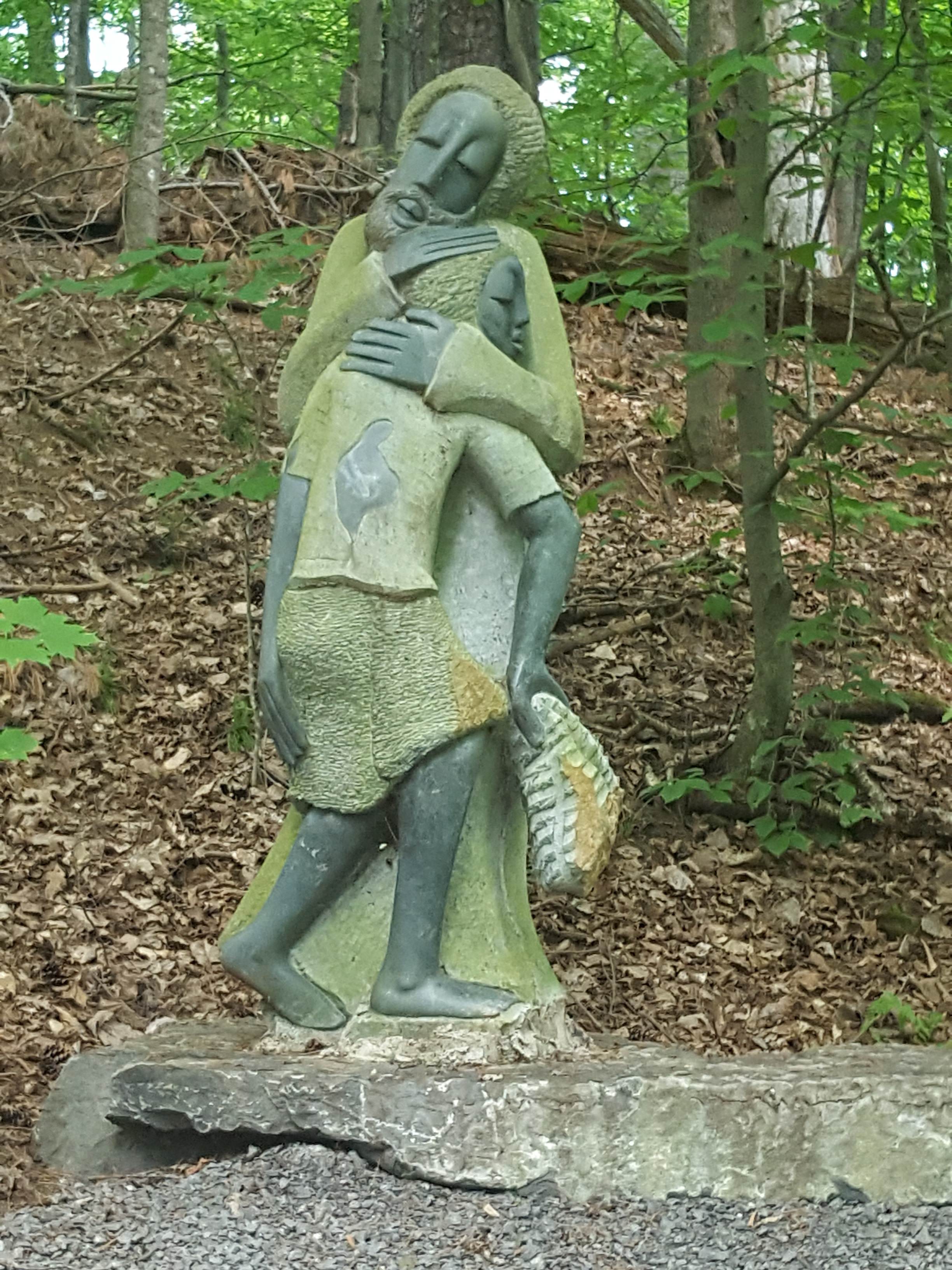
O regresso do filho pródigo (a zona "Cristianismo")

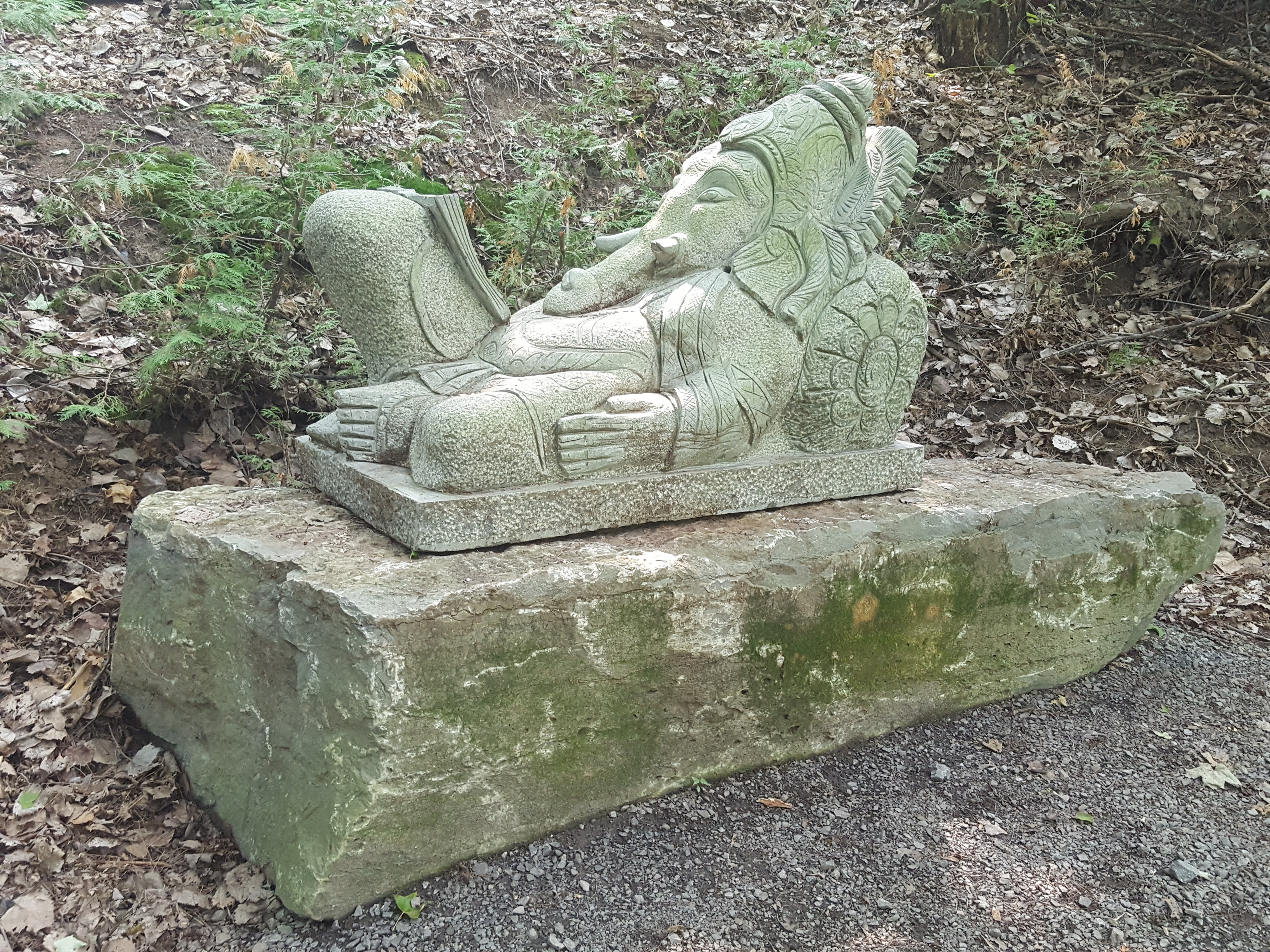
Ganexa, um deus com cabeça de elefante e uma trompa-lingam (a zone "Hinduismo")

Reserva Natural e Parque de Esculturas Humanics (em inglês:  Humanics Sanctuary and Sculpture Park) é um marco na capital canadense, Ottawa .
É um parque paisagístico privado com esculturas representando figuras de culto, eventos-chave ou conceitos abstratos associados à maioria das religiões, mitologias e ensinamentos éticos do mundo. O parque é uma organização sem fins lucrativos e o custo de visitação é bastante baixo.

## História
O parque foi fundado em julho de 2017 pelo Dr. Ranjit Perera em um local especialmente comprado para este fim em Cumberland Township (o subúrbio leste de Ottawa, parte administrativa da cidade) em 3468 Old Montreal Road.
A abertura contou com a presença do primeiro-ministro Justin Trudeau, da primeira-ministra de Ontário, Caitlin Wynn, do prefeito de Ottawa, Jim Watson, e de outros convidados de honra. 
Desde então, o fundador, com fundos próprios e doações, continua a instalar novas esculturas temáticas.

## Esculturas
Atualmente, existem as seguintes seções no parque:
- Área A Unidade de Realidade
- Área B Dignidade Humana e Respeito
- Área C Conectividade
- Área D Budismo
- Área E Hinduísmo
- Área F Cristianismo
- Área G Responsabilidade Humana
- Área H Confucionismo
- Área I Judaísmo
- Área J Espiritualidade Indígena (Inuítes e outros povos indígenas no Canadá e outras regiões das Américas)
- Área K Zoroastrismo
- Área L Taoismo e Xintoísmo
- Área M Jainismo
- Área N Siquismo
- Área O Fé bahá'í
- Área P Islão

As áreas H, assim como e K a P ainda estão em desenvolvimento.
Algumas das esculturas foram encomendadas diretamente de mestres aborígenes (ou africanos) e transportadas para o Canadá.
O visitante médio passa de 1 a 1,5 horas no parque.

## Links
- El sítio web oficial